# Lebesgue-mérték
A mértékelméletben a Lebesgue-mérték (ejtsd: löbeg) egy megszokott módszer, hogy mértéket rendeljünk egy n-dimenziós euklideszi tér részhalmazaihoz.
Ha n = 1, 2 vagy 3, akkor a fogalom rendre megegyezik a hosszúság, terület, térfogat fogalmával. Általánosságban n-dimenziós térfogatnak, illetve n-térfogatnak is hívják vagy csak térfogatnak. A fogalmat a valós analízis számos területén használják, leginkább a Lebesgue-integrál definíciójában. Azokat a halmazokat, amelyekhez ilyen módon szám rendelhető, Lebesgue-mérhetőnek hívjuk, és egy ilyen A halmaz Lebesgue-mértékét λ(A)-val jelöljük. Néha dx-szel is jelölik.
A mérték a francia Henri Lebesgue-től származik 1901-ből. Egy évvel később pedig a Lebesgue-integrál fogalmát írta meg. Mindkét témát 1902-ben a disszertációjában publikálta.

## Definíció
Adott {\displaystyle E\subset \mathbb {R} } halmaz, amelyben bármely {\displaystyle I=[a,b]} (nyitott, zárt vagy akár félig-nyitott) intervallum hosszúsága {\displaystyle l(I)=b-a}. Ekkor az E halmaz külső Lebesgue-mértéke, vagyis a {\displaystyle \lambda ^{*}(E)} definíciója:
{\displaystyle \lambda ^{*}(E)={\text{inf}}\left\{\sum _{k=1}^{\infty }l(I_{k}):{\text{ahol }}{(I_{k})_{k\in \mathbb {N} }}{\text{ nyílt intervallumok sorozata, úgy hogy }}E\subseteq \bigcup _{k=1}^{\infty }I_{k}\right\}}.
Ha egy {\displaystyle E} halmazra igaz, hogy bármely {\displaystyle A\subset \mathbb {R} }-re
{\displaystyle \lambda ^{*}\left(A\right)=\lambda ^{*}\left(A\cap E\right)+\lambda ^{*}\left(A\cap {\overline {E}}\right)},
akkor az {\displaystyle E} halmaz Lebesgue-mértéke megegyezik a külső Lebesgue-mértékével, vagyis: {\displaystyle \lambda (E)=\lambda ^{*}(E)}. Amelyik halmazra nem teljesül a feltétel, annak nincs Lebesgue-mértéke.

## Példák
- A valós számok körében bármely [a, b] zárt intervallum Lebesgue-mérhető, és a mértéke b-a. A nyílt (a, b) intervallum ugyanakkora mértékű, mivel csupán a két végpontban különbözik, melyek mértéke nulla.
- Bármely [a, b] és [c, d] Descartes-szorzata Lebesgue-mérhető és a mértéke (b-a)(d-c), vagyis a hozzá tartozó téglalap területe.
- A racionális számok halmazának Lebesgue-mértéke 0, annak ellenére, hogy a halmaz sűrű.
- A Cantor-halmaz egy példa olyan nem megszámlálható halmazra, amelynek Lebesgue-mértéke nulla.

## Tulajdonságok

Eltolási invariancia: A Lebesgue-mértéke -nak és -nek megegyezik.

A Lebesgue-mérték az {\displaystyle \mathbb {R} ^{n}} térben a következő tulajdonságokkal rendelkezik:
1. Ha A Descartes-szorzata az I1 × I2 × ... × In intervallumoknak, akkor A Lebesgue-mérhető és {\displaystyle \lambda (A)=|I_{1}|\cdot |I_{2}|\cdots |I_{n}|.} Itt |I| jelöli az I intervallum hosszát.
2. Ha A diszjunkt uniója megszámlálhatóan sok diszjunkt Lebesgue-mérhető halmaznak, akkor A is Lebesgue-mérhető és λ(A) egyenlő a halmazok mértékének összegével.
3. Ha A Lebesgue-mérhető, akkor a komplementere is az.
4. λ(A) ≥ 0 bármely A Lebesgue-mérhető halmazra.
5. Ha A és B Lebesgue-mérhetőek és A részhalmaza B-nek, akkor λ(A) ≤ λ(B). (A 2-es, 3-as és a 4-es tulajdonság következményeként.)
6. Megszámlálhatóan sok Lebesgue-mérhető halmaz uniója és metszete szintén Lebesgue-mérhető. (Nem a 2. és a 3. következménye, mert a halmazok osztálya, amely zárt a komplementer képzésre és diszjunkt unióra, nem feltétlenül zárt megszámlálhatóan sok elem uniójára, pl.: {\displaystyle \{\emptyset ,\{1,2,3,4\},\{1,2\},\{3,4\},\{1,3\},\{2,4\}\}}.)
7. Ha A nyílt vagy zárt részhalmaza {\displaystyle \mathbb {R} ^{n}}-nek (vagy akár Borel-halmaz, lásd metrikus tér), akkor A Lebesgue-mérhető.
8. Ha A Lebesgue-mérhető halmaz, akkor „nagyjából zárt” és „nagyjából zárt”, a Lebesgue-mérték szerint. (Lásd a Lebesgue-mérték regularitási tételét!)
9. A Lebesgue-mérték Radon-mérték.
10. Bármely nem-üres nyílt halmaz Lebesgue-mértéke szigorúan pozitív.
11. Ha A Lebesgue-mérhető halmaz és λ(A) = 0 (null halmaz), akkor bármely részhalmaza A-nak szintén nullmértékű.
12. Ha A Lebesgue-mérhető és x eleme {\displaystyle \mathbb {R} ^{n}}-nek, akkor A eltolása x-szel, vagyis A + x = {a + x : a ∈ A} szintén Lebesgue-mérhető és ugyanaz a mértéke, mint A-nak.
13. Ha A Lebesgue-mérhető és {\displaystyle \delta >0}, akkor „A nyújtása {\displaystyle \delta }-val” egyenlő {\displaystyle \delta A=\{\delta x:x\in A\}}, ami szintén Lebesgue-mérhető és mértéke: {\displaystyle \delta ^{n}\lambda \,(A).} (Lásd a Galilei-féle négyzetes köbös törvényt!)
14. Általánosabban, ha T egy lineáris transzformáció és A egy mérhető részhalmaza {\displaystyle \mathbb {R} ^{n}}-nek, akkor T(A) szintén Lebesgue-mérhető, és a mértéke: {\displaystyle |\det(T)|\,\lambda \,(A)}.

A fentieket velősen összegezhetjük a következőképpen:
A Lebesgue-mérhető halmazok σ-algebrát alkotnak, amely tartalmazza bármely intervallumok szorzatát és λ egy egyedi teljes transzláció-invariáns, mértéke ennek a σ-algebrának, úgy hogy: {\displaystyle \lambda ([0,1]\times [0,1]\times \cdots \times [0,1])=1.} (Vagyis egységnyi hosszúságú n-dimenziós „kocka” mértéke/térfogata/területe/hosszúsága 1.)

## Nullmértékű halmazok
{\displaystyle \mathbb {R} ^{n}} egy részhalmaza nullmértékű, ha bármely ε > 0-hoz létezik megszámlálhatóan sok n intervallum, amelyek szorzata lefedi a kérdéses halmazt és a mértéke ezen n intervallum szorzata által alkotott Borel-halmaznak maximum ε. Bármely megszámlálható számosságú halmaz nullmértékű.
Ha az {\displaystyle \mathbb {R} ^{n}} egy részhalmazának Hausdorff-dimenziója kisebb, mint n, akkor a halmaz nullmértékű az n dimenziós Lebesgue-mértékre nézve.
Annak megmutatására, hogy egy adott A halmaz Lebesgue-mérhető gyakran alkalmazzák azt a trükköt, hogy egy olyan „szebb” B-t keresnek ami csak egy nullmértékű halmazban különbözik A-tól (a „különbözik” itt most a szimmetrikus különbségnek felel meg).

## Fordítás
Ez a szócikk részben vagy egészben  a   Lebesgue measure című angol Wikipédia-szócikk ezen változatának fordításán alapul.  Az eredeti cikk szerkesztőit annak laptörténete sorolja fel. Ez a jelzés csupán a megfogalmazás eredetét és a szerzői jogokat jelzi, nem szolgál a cikkben szereplő információk forrásmegjelöléseként.